# Too
Too er det andet studiealbum fra den danske popgruppe Ray Dee Ohh, der udkom i 1990 på Replay Records. Albummet var produceret af gruppens guitarister Michael Bruun og Poul Halberg, der også stod for musikken på albummet. Teksterne var skrevet af navne som Elisabeth Gjerluff Nielsen, Steffen Brandt, og Anne Dorte Michelsen. Too solgte over 200.000 eksemplarer.

## Spor
| #  | Titel                      | Tekst                      | Musik                       | Længde |
| -- | -------------------------- | -------------------------- | --------------------------- | ------ |
| 1. | "Jeg vil la' lyset brænde" | Elisabeth Gjerluff Nielsen | Michael Bruun, Poul Halberg | 4:32   |
| 2. | "Love the One You're With" | Stephen Stills             | Stills                      | 3:53   |
| 3. | "Efterår"                  | Steffen Brandt             | Bruun, Halberg              | 5:08   |
| 4. | "Senorita og skæbnen"      | Anne Dorte Michelsen       | Bruun, Halberg              | 4:08   |
| 5. | "Nu' jeg alene"            | Jesper Lund Bredesen       | Bruun, Halberg              | 3:41   |
| 6. | "Alt i alt"                | Brandt                     | Bruun, Halberg              | 4:26   |
| 7. | "Rør mig - ryst mig"       | Jan Andreasen              | Bruun, Halberg              | 4:40   |
| 8. | "Kys mig godnat"           | Nielsen                    | Bruun, Halberg              | 5:12   |
| 9. | "Stille strøm"             | Michelsen                  | Simon West                  | 4:25   |